# منى عينه (أغنية)
منى عينه تعتبر هي الأغنية الخليجية الثانية للفنانة نوال الزغبي بعد أغنية «عادي». الأغنية من تأليف سامي الجمعان وتلحين يعقوب الخبيزي وقد تم تصوير الأغنية بطريقة الفيديو كليب من إخراج يحيى سعادة وإنتاج ميلودي ميوزك.

## وصلات خارجية
- موقع نوال الزغبي